# Шепель Ангеліна Петрівна
Ангеліна Петрівна Шепель (нар. 14 липня 2008) — українська легкоатлетка, яка спеціалізується на штовханні ядра.
На внутрішніх змаганнях представляє Чернігівську область.
Тренується під керівництвом Надії Таратухіної та Сергія Сухоносова.

## Спортивні досягнення
Срібна (2024) та бронзова (2025) призерка чемпіонатів України в приміщенні зі штовхання ядра.

### Молодь (до 23 років)
Учасниця змагань зі штовхання ядра серед молоді на Кубках Європи з метань — 8-е місце у 2024 та 12-е місце у 2025.

### Юніори (до 20 років)
Фіналістка (8-е місце) чемпіонату світу серед юніорів зі штовхання ядра (2024).
Срібна призерка чемпіонату Європи серед юніорів зі штовхання ядра (2025).
Чемпіонка України серед юніорів зі штовхання ядра (2024).
Чемпіонка України в приміщенні серед юніорів зі штовхання ядра (2024).

### Юнаки (до 18 років)
Срібна призерка чемпіонату Європи серед юнаків зі штовхання ядра (2024).
Фіналістка (4-е місце) змагань зі штовхання ядра на Європейському юнацькому олімпійському фестивалі (2025).
Чемпіонка України серед юнаків зі штовхання ядра (2024, 2025).
Чемпіонка України в приміщенні серед юнаків зі штовхання ядра (2024, 2025).
Рекордсменка України серед юнаків зі штовхання ядра (17,62; 2024).